# 리어흐 루어크라
리어흐 루어크라(아일랜드어: Liath Luachra)는 아일랜드 신화의 피니언 대계에 등장하는 인물들의 이름이다. 전혀 무관한 동명이인 두 명이 있다. 둘 다 핀 막 쿠월의 초기 생에 관한 이야기인 〈핀의 소년기 행적〉에 등장한다.

## 남자 리어흐
남자 리어흐는 피어너의 일원으로, 키가 크고 사나운 전사다. 핀 막 쿠월의 아버지 쿠월 막 트렌모르가 콘 케드커하크의 토벌령으로 죽을 때, 리어흐가 쿠월에게 첫 번째 유효타를 먹였다. 쿠월이 죽은 뒤 골 막 모르너가 리어흐에게 쿠월 소유의 보물들을 넘기고 그를 회계 담당자로 공식 임명했다. 보물을 담은 코르볼그(corrbolg)라고도 하는 두루미 가죽 가방 자체가 가장 귀중한 보물이었다. 나중에 리어흐는 글론더(Glonda)라는 젊은 전사를 죽이는데, 글론더의 모친이 울부짖는 것을 본 핀이 대신 복수를 해주기로 했다. 핀은 손쉽게 리어흐를 죽이고 생부의 유품들을 되찾았다.
리어흐에게는 코난 막 리어라는 아들이 있었다. 코난은 독자 세력을 가지고 피어너를 했지만 나중에 먼스터에서 핀에게 패배한 뒤 피어너에 합류했다.

## 여자 리어흐
이 리어흐는 핀 막 쿠월의 양모 중 한 명이다. 쿠월이 죽고 나서 핀을 낳은 미르너는 쿠월의 누이, 즉 핀의 고모인 여드루이드 보그말에게 양육을 맡겼다. 리어흐는 보그말의 친구이며 대단한 여전사로, 보그말과 함께 슬리어우 블라드머 산맥의 숲 속에 아이를 숨기고 길렀다. 리어흐와 보그말에게 충분히 교육을 받은 핀은 반트리의 왕 밑에 입대하여 출사했다.